# Priya Davdra
Priya Davdra (* 12. April 1987 in Greater London) ist eine britische Schauspielerin indischer Herkunft.

## Leben und Karriere
Davdra wurde am 12. April 1987 in Greater London geboren. Bis zu ihrem 30. Lebensjahr arbeitete sie als Banker. Von 2016 bis 2017 studierte sie an der International School of Screen Acting. Ihr Debüt gab sie 2016 in dem Film Naan Yaar. Anschließend war sie 2017 in dem Kurzfilm The Chapati Flower zu sehen. 
Außerdem trat Davdra 2028 in dem Kurzfilm The Colour of Milk auf. Von 2019 bis 2022 spielte sie in der Serie EastEnders mit. 2023 bekam Davdra in der Serie Count Abdulla eine Hauptrolle.

## Filmografie
Filme
- 2016: Naan Yaar
- 2017: The Chapati Flower
- 2018: The Colour of Milk

Serien
- 2019–2022: EastEnders
- 2023: Count Abdulla